# Enfocament (fotografia)

Diagrama d'una lent desenfocada

L'enfocament en fotografia és fer coincidir els raigs de llum que incideixen en la càmera en el focus, que aquest coincidirà amb el sensor de la càmera. En una càmera digital el focus el constitueix el sensor. Des d'un punt de vista més pràctic, podem dir que enfocar és deixar nítid allò que està a una distància concreta.

## Enfocament manual[4]
Tot i el predomini dels sistemes d'enfocament automàtic al llarg de la història de la fotografia moderna, l'enfocament manual continua sent el millor mètode per a molts propòsits. I per al treball en gran format, ja sigui en exteriors o en un estudi, és l'únic mètode viable.

### Gran angular
L'enfocament manual emprat en un visor telemètric amb coincidència de la imatge -la imatge està enfocada quan les dues versions de la imatge de referència estan alineades- proporciona els resultats més nítids quan es treballa amb un objectiu gran angular en les distàncies curtes. En situacions de poca llum, amb subjectes de baix contrast, encara és més recomanable l'enfocament manual telemètric, ja que utilitzarà obertures grans amb la conseqüent reducció de la profunditat de camp. Amb les càmeres rèflex, la precisió d'enfocament millora amb una major obertura màxima; així per utilitzar un gran angular és preferible usar el més lluminós, com un 24mm f / 1,4, no per la poca llum sinó per la precisió d'enfocament.

### Obertura màxima
Quan es treballa amb l'obertura màxima es recomana l'ús de l'enfocament manual, especialment per als subjectes relativament estàtics, com els retrats. El motiu principal és que, amb una profunditat de camp limitada, pot ser que l'enfocament automàtic no haver seleccionat el millor pla d'enfocament. En distàncies curtes, la tècnica d'apuntar amb l'enfocament automàtic a una part de l'escena i, a continuació, recompondre la imatge, pot conduir a errors. De fet, és preferible utilitzar l'enfocament manual en qualsevol situació en la qual la part del subjecte que es vol enfocar no coincideixi amb el punt d'enfocament automàtic. Això és especialment cert quan es mira entre objectes propers per enfocar a un subjecte llunyà.

### Millora de la qualitat
Per millorar l'enfocament manual és important disminuir la profunditat de focus -la gamma de variacions dels paràmetres d'enfocament en les quals la imatge apareix enfocada-. Amb les càmeres telemètriques, la profunditat de focus d'un objectiu concret està determinada per la longitud òptica de base (la distància entre les finestres d'enfocament).
No obstant això, es pot ampliar la imatge del telèmetre per alinear les imatges de referència de forma més precisa. Ampliar la part central de la imatge de la pantalla d'una càmera rèflex també ajuda a millorar la precisió d'enfocament. Els accessoris d'augment que encaixa sobre un visor convencional també permeten millorar la precisió, però poden ser enutjosos.

### Avantatges i inconvenients
Els avantatges principals són que hi ha una major precisió i control, que no canvia si alguna cosa es creua entre la càmera i el subjecte, i que és preferible i més recomanable amb objectius de gran angular o subjectes estàtics.
En canvi, l'enfocament manual és lent i pot introduir trepidació. A més, és depenent de l'agudesa visual del fotògraf. També és destacable el fet que pot ser menys precís amb objectius de distància focal molt llarga. Finalment, amb l'enfocament manual pot haver-hi una menor precisió amb poca llum, llevat que la càmera sigui de telèmetre òptic.

## Enfocament automàtic
Els sistemes d'enfocament automàtic o autofocus formen part de la majoria de les càmeres actuals. El autofocus soluciona molts problemes, i no només la manca de visió: els millors sistemes poden enfocar més ràpidament i amb més precisió fins i tot que l'ull i la mà amb més experiència. Alguns sistemes d'enfocament automàtic poden funcionar fins i tot quan no hi ha llum.

### Enfocament automàtic one-shot
La base de l'enfocament automàtic activa el mecanisme d'enfocament fins que aquest es troba; a continuació, avisa el fotògraf, normalment amb el senyal de confirmació d'enfocament mitjançant un so o una llum. En la majoria de sistemes, l'obturador es bloqueja fins que s'aconsegueix l'enfocament. L'enfocament automàtic de one-shot és més adequat per als subjectes estàtics, però també pot ser útil per a accions ràpides quan anticipa la posició del seu subjecte. El punt de focus pot mantenir-se o ser memoritzat per la càmera, la qual cosa permet usar la tècnica d'enfocament en un punt, i, a continuació, recompondre l'enquadrament per a la presa. Aquest mètode ofereix una manera ràpida d'enfocament, però pot induir errors. L'enfocament manual pot produir resultats més nítids.

### Enfocament automàtic servo
Per treballar amb subjectes en moviment, els sistemes servo mantenen un seguiment i ajusten l'enfocament just fins al moment de l'exposició. Això pot estalviar molta feina quan seguim a un subjecte mòbil a través de l'objectiu. Els millors sistemes actuals poden adaptar-se amb suficient rapidesa per mantenir un vehicle o una persona en moviment mentre s'aproxima a la càmera molt millor que ho fa l'ull. No obstant això, alenteix les preses seqüencials, ja que la càmera ha d'ajustar contínuament el focus a el temps que dispara. Un altre problema amb l'enfocament automàtic servo és que si algú es creua entre l'objectiu i el subjecte, la càmera intentarà enfocar a aquesta persona. A més, no pot mantenir l'enfocament i recompondre, així que ha de confiar en els punts d'enfocament que ofereix la càmera.

### Treballar en la foscor
Els sistemes d'enfocament automàtic de les càmeres rèflex i de la majoria de les càmeres digitals funcionen millor amb bona llum i amb subjectes clarament delimitats; la seva eficàcia disminueix amb rapidesa amb una llum tènue i en situacions de baix contrast. Algunes càmeres projecten patrons de llum en situacions de foscor per ajudar a l'enfocament. No obstant això, els centelleigs de llum poden alertar els subjectes que està enfocant. Altres sistemes d'enfocament automàtic -com en les compactes analògiquess- poden funcionar en la foscor perquè envien raigs de llum infrarroja per aconseguir l'enfocament.

### Avantatges i inconvenients
Els principals avantatges són que és útil per a persones amb defectes visuals, que hi ha una resposta ràpida, que permet seguir subjectes en moviment, i que pot ser més precís que l'enfocament manual. Però també té certs inconvenients com ara que amb l'autofocus activat es tendeix a enfocar en un punt i descuidar l'enquadrament, o que pot ser imprecís i enfocar zones no desitjades del subjecte.

## El sistema d'enfocament
Durant els primers 160 anys de la fotografia, l'enfocament manual era la norma i el fotògraf havia de fiar-se de la seva percepció i agudesa visual per aconseguir un enfocament nítid. A mesura que els formats es van fer més petits i els estàndards de qualitat van augmentar, la simple inspecció visual no era suficient i van haver d'inventar ajudes. Així, el visor telemètric es va considerar la millor d'elles. No obstant això, la demanda de càmeres cada vegada més sensibles va exigir la invenció dels sistemes d'enfocament automàtic. Els primers intents imitaven els mètodes visuals -enfocar fins que la imatge tingués el major contrast-, però resultaven massa lents.
Hi ha dos tipus de sistemes d'enfocament manual. El més senzill examina la imatge en una pantalla i ajusta la lent o el control d'enfocament fins que la imatge es mostra nítida -en general, en el punt de major contrast-. Per contra, amb el telèmetre no s'avalua la imatge directament. Està basat en la triangulació: a partir d'una longitud de base, les línies del vèrtex d'un triangle estan més a prop de l'angle recte com més lluny estan del vèrtex, així que la distància es pot calcular mesurant l'angle. El millor exemple es troba a la Leica, però la imatge partida i els microprismes de les càmeres rèflex també són bàsicament telemètrics.

### Actiu i passiu
Hi ha dos sistemes actuals d'enfocament automàtic. El sistema d'enfocament automàtic actiu busca l'enfocament mitjançant un raig de llum infrarroja -com el que emet el comandament a distància d'un televisor- de dues maneres diferents. Algunes càmeres detecten la intensitat del raig rebotat: com més feble sigui, a més distància es troba el subjecte. Altres detecten el raig rebotat des d'una finestreta a certa distància de la finestreta que emet el raig i mesuren el seu angle: com més oblic sigui, a més distància es troba el subjecte.
El sistema passiu també ofereix dues solucions. La majoria de les càmeres digitals compactes empren la detecció del contrast per la seva simplicitat: s'utilitza el propi sensor per a la detecció de l'enfocament. Per començar a enfocar, l'objectiu es mou mentre el sistema comprova el contrast de la imatge. Si augmenta, el moviment d'enfocament està en el sentit correcte; si succeeix el contrari, inverteix el sentit per tractar de trobar la part de la imatge amb major contrast. Aquest mètode no és segur i és propens a errors.
La fase de detecció requereix una òptica extremadament sofisticada i precisa que divideixi el raig de llum en dos (alguns sistemes empren fins a 45). Els dos rajos recauen en un sensor que mesura la distància entre ells davant d'una referència que representa el punt de focus.
Per exemple, si la distància entre les dues imatges és menor que la de referència, el sistema percep que l'enfocament està massa a prop de la càmera: llavors sap en quina direcció i quant ha de dirigir el mecanisme d'enfocament perquè estiguin "en fase" -quan els pics coincideixin amb la referència de enfocament-. En els sistemes avançats, la càmera pot predir la posició de subjecte mitjançant l'anàlisi del seu moviment, a través de les variacions de la fase, de manera que l'enfocament s'ajusta en el moment de l'exposició i no abans. A això se li diu enfocament predictiu, ja que té en compte el retard de l'electrònica de la càmera i l'obturador.
La detecció de fase és més fiable que el millor dels fotògrafs.